# 南町 (仙台市)

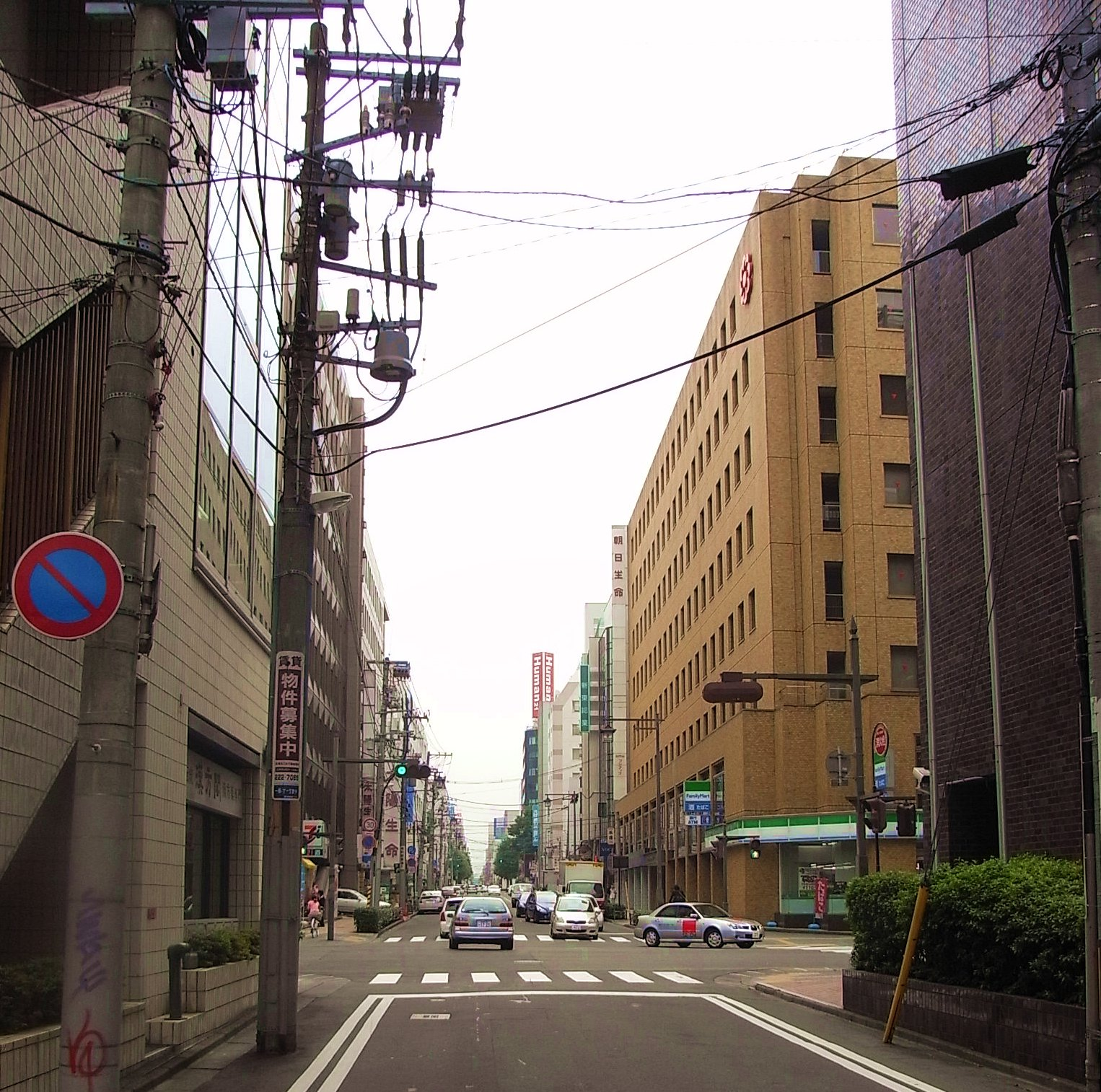
南町通との交差点。向こう側は仙台市電敷設時に拡幅されたが、手前は細いまま。（2008年7月）

南町（みなみまち）は、江戸時代に仙台藩・陸奥国領の仙台城の城下町にあった町人町で、1970年（昭和45年）まで存続した地名である。地元ではかつて「みなんまち」とも呼ばれた（参照）。現在の宮城県仙台市青葉区にある国分町通の内、北は芭蕉の辻から、南は柳町通との交差点までの区間の両側にあたる（Google マップ）。
仙台城の城下町に6つある御譜代町の1つであり、24の町人町の中で第3位とされた。奥州街道沿いで城下町の中心にあり、江戸時代には商店街として繁栄した。明治時代になると、保険会社が多い業務街に機能が変化し、現在も仙台市都心部における業務地区として機能している。

## 概要
後の伝えによれば、南町はもともと伊達郡にあり、伊達氏が本拠を移すのに従って、米沢、岩出山、仙台と移り住んだという。江戸時代初期には、同じように転々とした6つの町とともに、御譜代町と呼ばれた。南町は、城下の中心点である芭蕉の辻の南、奥州街道沿いに伸びる細長い町であった。今も市内にある南町通は、「南町まで通る道」として名づけられた別の道路である。
江戸時代初期の南町は、6年ごと1か月間の主要商品専売特権、通年の八百屋物・干物・荒物専売特権を与えられたが、それぞれ1651年と1675年に廃止された。荒物の問屋機能に関する独占権だけが、荒物問屋仲間のものとして残った。町の賑わいでは、大町と国分町に次ぐグループに入って繁栄した。
明治時代以降は、商店街としての性格が薄まり、業務街として発展した。1928年から1944年までは、仙台市電の芭蕉の辻線が南町通から分かれる支線として通った。南町を含む仙台中心市街は1945年の仙台空襲で焼け野原になった。第2次世界大戦後、南町はやはり業務街として復興したが、他の通りと比べてあまり目立たない存在になった。1970年の住居表示導入にともなう町名変更で、南半分が一番町1丁目、北半分が一番町2丁目のそれぞれ一部に含められた。その延長で、一番町3丁目と大町1丁目にもわずかにかかる。

## 歴史

### 仙台以前の南町
『正説群記』によれば、南町はもともと伊達郡にあり、伊達氏が本拠を伊達から米沢に移したときに一緒に移り住んだという。米沢では城下町を構成する米沢六町の1つとして南町があり、またこれを大学町ともいった。年代不明の一史料は、南町から弓60、槍53、馬上8騎が出たと記しており、町人が戦闘員として従軍したことが判明する。
伊達政宗が転封させられると、南町の住民もこれに従って集団で転々とした。まず岩出山に移り、同地に大学町の地名を残した。つづいて慶長年間に仙台に移った。ただし、仙台に移った住民がみな伊達郡からのお供というわけではなかったろうし、江戸時代に入ってからも、元和元年（1615年）に和泉国堺から来て米の移出に携わった田村家のように、他領から来て南町に居を定めた大商人が多かった。

### 南町の割り出し
仙台の城下町の建設の際には、仙台城の大手門から東に伸ばした大町通りが東西の基線、城下町を南北に貫く奥州街道が南北の基線になった。二つの道路の交差点が芭蕉の辻で、芭蕉の辻を含んで東西に伸びるのが大町、北に伸びるのが国分町、南に伸びるのが南町であった。
仙台の町は通りの両側の屋敷からなるので、交差点の角では、どちらの町に属するかが問題になる。芭蕉の辻では角の屋敷はみな大町に属した。それゆえ、南町の北の端は、芭蕉の辻から少し南に下がったところにあった。
南では、丁字路につきあたって終わる。奥州街道は東に折れ、柳町を通る。西は袋町である。南町はここでも柳町などに角地を譲り、交差点から少し北で終わった。柳町は元は大町の西にあり、寛永4年、5年頃（1617年、1618年頃）に南町の南に移ってきたことが知られているが、それ以前に南町の境がどうなっていたかについては資料がない。

### 町の支配
仙台の町人町には、検断と肝入という町人身分の役人が置かれて町内を支配した。南町では、米沢の頃から昆野家が検断、清水家が肝入を世襲したと伝えられる。もともと彼らは戦国時代には武士であり、町を支配する役目を果たしたことから町人と扱われるようになったと考えられており、そうした由緒もあって昆野家は藩から武士としての待遇も受けていた。武士でもあり町人でもあるのは、仙台の検断・肝入に共通の性格である。

### 商業特権
江戸時代初めに、南町は他の御譜代町とともに九月御日市の特権を与えられた。毎年9月に市を立て、その間は主要17品目の売買を当番の町でだけ行わなければならないというものである。城下の商人も外から来た商人も、期間中は南町に来て、店を借りて商売した。当番は交代で、6年に1度めぐってきた。
この特権は慶安4年（1651年）10月に廃止され、かわりに城下の商人から総額70貫480文の日市銭を徴収する権利が、6年交替でめぐってくることになった。
これと別に、南町は通年で八百屋物（野菜）と干物の売買を独占する特権も持っていた。品目には後には荒物（雑貨）も追加された。これも場所指定であって、住民に対して与えられた専売権ではない。
こちらの特権は延宝3年（1675年）閏4月の売り散らし令で、他の町の独占権ともども一斉に廃止された。代償として、他の町の商人は銭を南町に納めることになった。城下の町は上場所、中場所、下場所に分けられ、各商人はどこで商売するかによって異なる額を納めなければならなかった。南町自身はこの体系の中で上場所とされた。南町に対する八百屋役は上場所1年1切（1000文）と300文、中場所800文、下場所500文、触売（場所を定めない振り売り）は他の課税も含めて1月50文。荒物は上場所1年1切（1000文）、中場所600文、下場所300文、触売は他の課税も含めて200文であった。
しかし、荒物問屋については荒物問屋仲間が南町で結成され、専売権を保ったようである。八百屋物市は南町から離れ、城下の南端で近郊農村に近い河原町に移った。

### 江戸時代の町並みと人口
江戸時代の複数の地誌によれば、南町には約60から80軒前後の屋敷があった。この「軒」は通りに面した長さを基準にした地割りの単位で、一軒分の幅を持つ一軒屋敷と幅を半分にして分けて使った半軒屋敷がある。また、一軒でも半軒でも表通りに面していない土地に貸家など様々な建物を建てて使ったので、建物の数を意味するものでもない。屋敷や蔵の数などの検討からは、南町では屋敷構えが大きく、貸家の住人が他の町より少ない傾向が見受けられる。大町・国分町には及ばぬものの、城下町の中心である芭蕉の辻に続き、奥州街道沿いにある好立地によって、仙台の中では賑わう町であった。毎年末に芭蕉の辻を中心にして開かれた歳の市では、南町にも店が連なった。
南町には金頭町（かながしらまち）というあだながあった。芭蕉の辻に近い北側を頭とみなし、その頭の部分には富商が多いが離れたところは小商人ばかり、という町並みを指していった。
住民の人口は、安永元年（1772年）の『封内風土記』で935人、嘉永5年（1852年）の『切支丹宗門改人数帳』では810人であった。

### 江戸時代の商家
南町には売り散らし後も古い由緒の八百屋があったが、町全体としては様々な業種が混ざっていた。
江戸時代の初期の豪商に泉屋があって米を仙台領の外に移出し、伊達綱村の時代に度重なる献金の功績によって300石の番士に取り立てられた。その後泉屋は没落して南町からいなくなった。士分にされたのは藩に財産を吸い取られて倒産した代償ではないかとも言われる。同様に長峯太郎左衛門、桜井次郎兵衛も米の移出に携わったが、その後裔とおぼしき者は江戸時代後期に現われない。
江戸時代後期の豪商には、大阪の薬種屋の支店「小西利右衛門」があった。
富豪のうちには入らないが、菓子屋の玉屋は、仙台藩の御用菓子司として大町の明石屋とともに塩瀬饅頭を作った。

### 明治時代以後
明治に入って商業が自由化されても、しばらくは南町が交通の要路に位置することに変わりはなかった。しかし、鉄道が開通すると、奥州街道にかわって仙台駅が交通の焦点になった。これにより駅から西に伸びる南町通が重要性を増した。他にも東一番丁、名掛丁など新興商店街が台頭する中で、商店街としての南町の地位は後退した。その一方で、芭蕉の辻周辺には金融関係の企業の建物が集まるようになり、南町にもいくつか店舗ができた。
宮城県は1873年（明治6年）に仙台を管轄とする警察組織として巡邏屯所を設けた。これは変遷を経て仙台警察署となり、1879年（明治12年）まで南町にあったが、この年の1月に宮城県庁内部に移転し、7月に廃止になった。仙台警察署は1882年（明治15年）にまた県庁から出たが、南町には戻らず国分町に移転した。

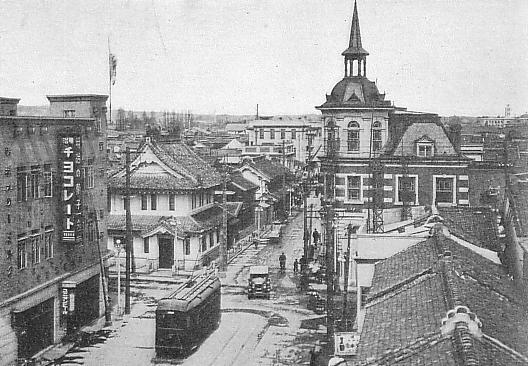
南町側から見た昭和初期の芭蕉の辻。南町に敷設された仙台市電芭蕉の辻線が見える。写真右の洋風の建物は七十七銀行（第2代）本店で、現在は同地に日本銀行仙台支店が建つ。

1919年（大正8年）3月2日午前2時半、南町の電話横丁で火災が発生し、仙台郵便局を焼き、強風に煽られて周りの会社、店舗、住宅に広がった。火は途中で石炭倉庫を焼いて大きな火柱を作り、東北学院中学部に飛び火して校舎を全焼させ、午前7時半になって鎮まった。南町の範囲を超えて約700戸を焼き払ったこの大火を機に、仙台市当局は道路の拡張・改修を実施した。この時、市電を通すために南町通が大きく拡張され、南町と逆転するようになった。
仙台市電は1926年（大正15年）に南町通を通って開通し、南町の真ん中を横切った。1928年（昭和3年）にはその支線として芭蕉の辻線が作られ、南町を通った。市電を通すために、南町通との交差点から芭蕉の辻まで、つまり南町の北半分の道が広げられた。
1945年（昭和20年）の仙台空襲で、仙台の中心市街は焼き払われ、南町もまた壊滅的被害を受けた。戦後復興の計画で南町は重視されることなく、道幅は元のままであった。1970年（昭和45年）2月1日の住居表示施行にともない、街区としての南町の名は消えた。道路としても国分町通の一部にされた。21世紀初めの現在では、青葉通と南町通を結ぶ数多くの道路の一つに過ぎず、南町だった区域は保険会社などの業務ビルで占められている。

## 経済

### 産業
かつて存在した企業
- 豊国火災保険仙台支部